# Lynnville (Indiana)
Lynnville – miasto w Stanach Zjednoczonych, w stanie Indiana, w hrabstwie Warrick.